# Strobilanthes falconeri
Strobilanthes falconeri är en akantusväxtart som beskrevs av T. Anders.. Strobilanthes falconeri ingår i släktet Strobilanthes och familjen akantusväxter. Inga underarter finns listade i Catalogue of Life.